# Aveleda e Rio de Onor
Aveleda e Rio de Onor (Officiellement: União das Freguesias de Aveleda e Rio de Onor) est une freguesia portugaise du concelho de Bragance avec une superficie de 106,36 km2 pour une population de 272 habitants (2011). Densité: 2,6 hab/km2.

## Histoire
Elle fut constituée en 2013, dans le cadre d'une réforme administrative nationale, par la fusion entre les deux anciennes freguesias de Aveleda et de Rio de Onor.

## Demographie
| Freguesia actuelle | Freguesia actuelle    | Freguesia actuelle | Freguesia actuelle | Anciennes freguesias | Anciennes freguesias | Anciennes freguesias | Anciennes freguesias |
| Blason             | Freguesia             | Population         | Superficie(km2)    | Blason               | Freguesia            | Population(2011)     | Superficie(km2)      |
| ------------------ | --------------------- | ------------------ | ------------------ | -------------------- | -------------------- | -------------------- | -------------------- |
|                    | Aveleda e Rio de Onor | 272                | 106,36             |                      | Aveleda              | 196                  | 62,2                 |
|                    | Aveleda e Rio de Onor | 272                | 106,36             | Rio de Onor          | 76                   | 44,16                |                      |